# Helena Pilejczyk
Helena Pilejczyk (* 1. April 1931 in Zieluń; † 12. November 2023 in Elbląg) war eine polnische Eisschnellläuferin.

## Werdegang
Pilejczyk, die für Olimpia Elbląg startete, siegte siebenmal bei polnischen Meisterschaften im Mehrkampf und insgesamt 31-mal über 500 m, 1000 m, 1500 m, 3000 m sowie mit der Staffel. Bei der Mehrkampfweltmeisterschaft 1957 in Imatra wurde sie Neunte und bei der Mehrkampfweltmeisterschaft 1958 in Kristinehamn Fünfte im Mini-Vierkampf. In der Saison 1959/60 lief sie bei der Mehrkampfweltmeisterschaft 1960 in Östersund erneut auf den fünften Platz im Mini-Vierkampf und holte bei den Olympischen Winterspielen 1960 in Squaw Valley die Bronzemedaille über 1500 m. Zudem belegte sie dort den 12. Platz über 500 m, den sechsten Rang über 3000 m und den fünften Platz über 1000 m. Im folgenden Jahr errang sie bei der Mehrkampfweltmeisterschaft in Tønsberg den siebten Platz im Mini-Vierkampf. Bei den Olympischen Winterspielen 1964 in Innsbruck kam sie auf den 26. Platz über 3000 m, auf den 25. Rang über 1500 m, auf den 23. Platz über 500 m sowie auf den 15. Platz über 1000 m und bei der Mehrkampfeuropameisterschaft 1971 in Moskau auf den 23. Platz im Mini-Vierkampf. Nachdem sie im Jahr 1972 ihre Karriere beendet hatte, war sie als Trainerin tätig. Sie lief bis zu ihrem 75. Lebensjahr im Eisschnelllauf und gewann mehrmals den Weltmeistertitel bei den Senioren.

## Erfolge

### Olympische Spiele
- 1960 Squaw Valley: 3. Platz 1500 m, 5. Platz 1000 m, 6. Platz 3000 m, 12. Platz 500 m
- 1964 Innsbruck: 15. Platz 1000 m, 23. Platz 500 m, 25. Platz 1500 m, 26. Platz 3000 m

### Mehrkampf-Weltmeisterschaften
- 1957 Imatra: 9. Platz Mini-Mehrkampf
- 1958 Kristinehamn: 5. Platz Mini-Mehrkampf
- 1960 Östersund: 5. Platz Mini-Mehrkampf
- 1961 Tønsberg: 7. Platz Mini-Mehrkampf

### Mehrkampf-Europameisterschaften
- 1971 Moskau: 23. Platz Mini-Mehrkampf

## Persönliche Bestzeiten
| Disziplin | Zeit         | Datum             | Ort          |
| --------- | ------------ | ----------------- | ------------ |
| 500 m     | 47,80 s      | 22. Februar 1963  | Karuizawa    |
| 1000 m    | 1:35,80 min  | 22. Februar 1960  | Squaw Valley |
| 1500 m    | 2:27,10 min  | 21. Februar 1960  | Squaw Valley |
| 3000 m    | 5:15,20 min  | 28. Dezember 1969 | Zakopane     |
| 5000 m    | 10:06,20 min | 22. Januar 1955   | Almaty       |